# 中島みゆき作品コンプリート
『中島みゆき作品コンプリート』（なかじまみゆきさくひんコンプリート）は、2014年5月21日に発売された研ナオコの26枚目のベストアルバム。発売元はポニーキャニオン（PCCA-04036）。

## 解説
当アルバムは『シングルB面コンプリート』と同時発売され、中島みゆきが研ナオコに提供した楽曲と中島のカバー楽曲をすべて収録されているオールタイムベストアルバムである。
Disc-1は中島がナオコに提供した楽曲だけを完全収録、Disc-2は中島のカバー楽曲を、Disc-3は中島が他の歌手に提供した楽曲とバージョン違いの楽曲が収録されている。
ライナーノーツには音楽ライターの中崎あゆむによる解説が記載されている。

## 収録曲

### Disc-1
| 全作詞・作曲: 中島みゆき（#1は作曲のみ）。 |                                        |                             |                             |          |                                    |      |
| #                                          | タイトル                               | 作詞                        | 作曲・編曲                  | 編曲     | 収録作品                           | 時間 |
| 1.                                         | 「プロローグ〜あばよ〜」(Instrumental) | 中島みゆき （#1は作曲のみ） | 中島みゆき （#1は作曲のみ） | 井上鑑   | アルバム『あきれた男たち』         | 1:03 |
| 2.                                         | 「LA-LA-LA」                           | 中島みゆき （#1は作曲のみ） | 中島みゆき （#1は作曲のみ） | クニ河内 | シングル「LA-LA-LA」               | 3:10 |
| 3.                                         | 「雨が空を捨てる日は」                 | 中島みゆき （#1は作曲のみ） | 中島みゆき （#1は作曲のみ） | クニ河内 | シングル「LA-LA-LA」B面            | 3:18 |
| 4.                                         | 「強がりはよせよ」                     | 中島みゆき （#1は作曲のみ） | 中島みゆき （#1は作曲のみ） | クニ河内 | アルバム『泣き笑い』               | 3:10 |
| 5.                                         | 「明日 靴がかわいたら」                | 中島みゆき （#1は作曲のみ） | 中島みゆき （#1は作曲のみ） | クニ河内 | アルバム『泣き笑い』               | 4:15 |
| 6.                                         | 「わすれ鳥のうた」                     | 中島みゆき （#1は作曲のみ） | 中島みゆき （#1は作曲のみ） | クニ河内 | アルバム『泣き笑い』               | 4:49 |
| 7.                                         | 「あばよ」(Album Version)              | 中島みゆき （#1は作曲のみ） | 中島みゆき （#1は作曲のみ） | クニ河内 | アルバム『泣き笑い』               | 3:34 |
| 8.                                         | 「はぐれ鳥」                           | 中島みゆき （#1は作曲のみ） | 中島みゆき （#1は作曲のみ） | 若草恵   | アルバム『かもめのように』         | 3:39 |
| 9.                                         | 「ふられた気分で」                     | 中島みゆき （#1は作曲のみ） | 中島みゆき （#1は作曲のみ） | 若草恵   | アルバム『かもめのように』         | 3:00 |
| 10.                                        | 「さよならを伝えて」                   | 中島みゆき （#1は作曲のみ） | 中島みゆき （#1は作曲のみ） | 若草恵   | アルバム『かもめのように』         | 3:08 |
| 11.                                        | 「杏村から」                           | 中島みゆき （#1は作曲のみ） | 中島みゆき （#1は作曲のみ） | 若草恵   | アルバム『かもめのように』         | 3:09 |
| 12.                                        | 「かってにしやがれ」                   | 中島みゆき （#1は作曲のみ） | 中島みゆき （#1は作曲のみ） | 若草恵   | アルバム『かもめのように』         | 2:58 |
| 13.                                        | 「かもめはかもめ」                     | 中島みゆき （#1は作曲のみ） | 中島みゆき （#1は作曲のみ） | 若草恵   | アルバム『かもめのように』         | 4:32 |
| 14.                                        | 「窓ガラス」                           | 中島みゆき （#1は作曲のみ） | 中島みゆき （#1は作曲のみ） | クニ河内 | シングル「窓ガラス」               | 3:01 |
| 15.                                        | 「みにくいあひるの子」                 | 中島みゆき （#1は作曲のみ） | 中島みゆき （#1は作曲のみ） | クニ河内 | シングル「みにくいあひるの子」     | 2:35 |
| 16.                                        | 「こぬか雨」                           | 中島みゆき （#1は作曲のみ） | 中島みゆき （#1は作曲のみ） | クニ河内 | シングル「みにくいあひるの子」B面  | 2:58 |
| 17.                                        | 「ひとりぽっちで踊らせて」             | 中島みゆき （#1は作曲のみ） | 中島みゆき （#1は作曲のみ） | 石川鷹彦 | シングル「ひとりぽっちで踊らせて」 | 4:07 |
| 合計時間:                                  | 合計時間:                              | 合計時間:                   | 合計時間:                   | 56:26    |                                    |      |

### Disc-2
| 全作詞・作曲: 中島みゆき。 |                              |            |            |          |                                                      |      |
| #                          | タイトル                     | 作詞       | 作曲・編曲 | 編曲     | 収録作品                                             | 時間 |
| 1.                         | 「時代」                     | 中島みゆき | 中島みゆき | 田辺信一 | アルバム『NAOKO VS MIYUKI』                          | 4:12 |
| 2.                         | 「わかれうた」               | 中島みゆき | 中島みゆき | 田辺信一 | アルバム『NAOKO VS MIYUKI』                          | 3:57 |
| 3.                         | 「アザミ嬢のララバイ」       | 中島みゆき | 中島みゆき | 田辺信一 | アルバム『NAOKO VS MIYUKI』                          | 3:46 |
| 4.                         | 「海鳴り」                   | 中島みゆき | 中島みゆき | 戸塚修   | シングル「ひとりぽっちで踊らせて」B面                | 3:52 |
| 5.                         | 「ひとり上手」               | 中島みゆき | 中島みゆき | 若草恵   | アルバム『恋愛論』                                   | 4:07 |
| 6.                         | 「根雪」                     | 中島みゆき | 中島みゆき | 若草恵   | アルバム『恋愛論』                                   | 5:00 |
| 7.                         | 「おもいで河」               | 中島みゆき | 中島みゆき | 若草恵   | シングル「ふられた気分」B面                          | 4:15 |
| 8.                         | 「りばいばる」               | 中島みゆき | 中島みゆき | 戸塚修   | アルバム『Again』                                    | 5:29 |
| 9.                         | 「誘惑」                     | 中島みゆき | 中島みゆき | 戸塚修   | アルバム『Again』                                    | 3:47 |
| 10.                        | 「捨てるほどの愛でいいから」 | 中島みゆき | 中島みゆき | 若草恵   | アルバム『Again』                                    | 7:05 |
| 11.                        | 「かなしみ笑い」             | 中島みゆき | 中島みゆき | クニ河内 | アルバム『Again』                                    | 3:44 |
| 12.                        | 「囁く雨」                   | 中島みゆき | 中島みゆき | 古池孝浩 | アルバム『LOVE LIFE LIVE Vol.1〜35th Anniversary〜』 | 3:14 |
| 13.                        | 「土用波」                   | 中島みゆき | 中島みゆき | 古池孝浩 | アルバム『LOVE LIFE LIVE Vol.1〜35th Anniversary〜』 | 4:12 |
| 合計時間:                  | 合計時間:                    | 合計時間:  | 合計時間:  | 56:40    |                                                      |      |

### Disc-3
| 全作詞・作曲: 中島みゆき。 |                                          |            |            |          |                                                      |      |
| #                          | タイトル                                 | 作詞       | 作曲・編曲 | 編曲     | 収録作品                                             | 時間 |
| 1.                         | 「しあわせ芝居」                         | 中島みゆき | 中島みゆき | 田辺信一 | アルバム『NAOKO VS MIYUKI』                          | 4:02 |
| 2.                         | 「追いかけてヨコハマ」                   | 中島みゆき | 中島みゆき | 田辺信一 | アルバム『NAOKO VS MIYUKI』                          | 2:46 |
| 3.                         | 「この空を飛べたら」                     | 中島みゆき | 中島みゆき | 田辺信一 | アルバム『NAOKO VS MIYUKI』                          | 3:41 |
| 4.                         | 「ピエロ」                               | 中島みゆき | 中島みゆき | 若草恵   | アルバム『Again』                                    | 3:18 |
| 5.                         | 「雨…」                                  | 中島みゆき | 中島みゆき | 若草恵   | アルバム『Again』                                    | 5:37 |
| 6.                         | 「笑わせるじゃないか」                   | 中島みゆき | 中島みゆき | 若草恵   | アルバム『Again』                                    | 5:56 |
| 7.                         | 「ルージュ」                             | 中島みゆき | 中島みゆき | 若草恵   | アルバム『Again』                                    | 4:40 |
| 8.                         | 「あばよ」(Single Version)               | 中島みゆき | 中島みゆき | クニ河内 | シングル「あばよ」                                   | 3:17 |
| 9.                         | 「ふられた気分」(Single Version)         | 中島みゆき | 中島みゆき | クニ河内 | シングル「ふられた気分」                             | 3:23 |
| 10.                        | 「窓ガラス」(35th Anniversary Version)   | 中島みゆき | 中島みゆき | 入江純   | アルバム『LOVE LIFE LIVE Vol.1〜35th Anniversary〜』 | 3:05 |
| 11.                        | 「あばよ」(35th Anniversary Version)     | 中島みゆき | 中島みゆき | 入江純   | アルバム『LOVE LIFE LIVE Vol.1〜35th Anniversary〜』 | 3:44 |
| 12.                        | 「りばいばる」(35th Anniversary Version) | 中島みゆき | 中島みゆき | 入江純   | アルバム『LOVE LIFE LIVE Vol.1〜35th Anniversary〜』 | 5:18 |
| 13.                        | 「時代」(35th Anniversary Version)       | 中島みゆき | 中島みゆき | 入江純   | アルバム『LOVE LIFE LIVE Vol.1〜35th Anniversary〜』 | 4:15 |
| 14.                        | 「かもめはかもめ」(ICHIZU Version)       | 中島みゆき | 中島みゆき | 入江純   | アルバム『一途』                                     | 4:18 |
| 合計時間:                  | 合計時間:                                | 合計時間:  | 合計時間:  | 57:20    |                                                      |      |